# Nectandra salicina
Nectandra salicina C.K.Allen – gatunek rośliny z rodziny wawrzynowatych (Lauraceae Juss.). Występuje naturalnie w Ameryce Centralnej na obszarze od meksykańskiego stanu Chiapas aż po Kostarykę i Panamę. 

## Morfologia
PokrójZimozielone drzewo dorastające do 20 m wysokości.
LiścieMają lancetowaty kształt. Mierzą 5–11 cm długości oraz 1–3 szerokości. Nasada liścia jest ostrokątna. Liść na brzegu jest całobrzegi. Wierzchołek jest ostry lub tępy. Ogonek liściowy jest nagi i dorasta do 4–12 mm długości.
KwiatySą zebrane w wiechy. Rozwijają się w kątach pędów. Dorastają do 3–12 cm długości. Płatki okwiatu pojedynczego mają eliptyczny kształt i białą barwę. Są niepozorne – mierzą 2–3 mm średnicy.
OwoceMają elipsoidalny kształt. Osiągają 15–22 mm długości oraz 12–17 mm średnicy.

## Biologia i ekologia
Rośnie w lasach. Występuje na wysokości od 600 do 1500 m n.p.m.